# Depot von Forst
Das Depot von Forst ist ein archäologischer Depotfund aus der Frühbronzezeit, der bei Forst (Landkreis Spree-Neiße) in Brandenburg entdeckt wurde.
Der Hortfund wurde bei der Straße „Am Wasserwerk“ gefunden und besteht aus vier schweren ovalen offenen Ringen, wovon zwei strichverzierte Enden aufweisen. Der Fund wird der Aunjetitzer Kultur zugeordnet.